# PMC Club Athletico Faisalabad
El PMC Club Athletico Faisalabad es un equipo de fútbol de Pakistán que milita en la Primera División de Pakistán, la segunda liga en importancia en el país.

## Historia
Fue fundado en el año 1960 en la ciudad de Faisalabad con el nombre Punjab FC, y fue refundado en el año 1990 con el nombre PMC FC por su asociación con el Punjab Medical College.
Desde su refundación fueron un equipo desconocido hasta la temporada 2007, exceptuando su aparición en la Recopa de la AFC 1990-91. Al iniciar la temporada 2008, el grupo llamado Zenith Sports compró el 50% de las acciones del club con el fin de invertir en él y cambiaron su nombre por el actual debido a la influencia que tienen con el fútbol de España.

## Palmarés
- Copa de Fútbol de la PFF: 0
  - Finalista: 1

2006

## Participación en competiciones de la AFC
| Temporada | Torneo                 | Ronda | Club                     | Resultado |
| --------- | ---------------------- | ----- | ------------------------ | --------- |
| 1990      | Copa de Clubes de Asia | 1     | Katmandu SC              | 1-1       |
| 1990      | Copa de Clubes de Asia | 1     | Salgaocar SC             | 0-0       |
| 1990      | Copa de Clubes de Asia | 1     | Fanja SC                 | 0-2       |
| 1991      | Recopa de la AFC       | 1     | Persépolis Football Club | 2-4, 0-9  |